# Ilja Sołariow
Ilja Siergiejewicz Sołariow, ros. Илья Сергеевич Соларёв (ur. 2 sierpnia 1982 w Permie) – kazachski hokeista pochodzenia rosyjskiego, reprezentant Kazachstanu.

## Kariera
- Mołot-Prikamje 2 Perm (1998-2000)
- Mołot-Prikamje Perm (2000-2001)
- Nieftianik Leninogorsk (2001-2002)
- HK Brześć (2002)
- Mołot-Prikamje Perm 2 (2003)
- Motor Barnauł (2003-2004)
- Eniergija Kemerowo (2004-2005)
- HK Lipieck (2005-2006)
- Kazakmys Sätbajew (2006-2008)
- Barys Astana (2008-2011)
  -  Barys Astana 2 (2010-2011)
- Jertys Pawłodar (2011-2012)
- Barys Astana (2012-2013)
- Danbury Whalers (2013-2015)
- Jertys Pawłodar (2015-)
- Barys Astana (2015/2016)
  -  Nomad Astana (2015/2016)
- Mołot-Prikamje Perm (2016)
- HSC Csíkszereda (2016-2017)

Wychowanek Mołotu-Prikamje Perm. Od 2008 zawodnik kazachskiego klubu Barys Astana. W międzyczasie był zawodnikiem Jertysu Pawłodar. We wrześniu 2013 IIHF ukarała go dyskwalifikacją w wymiarze dwóch lat za stosowanie niedozwolonego środka dopingującego, salbutamolu. Kontrola medyczna wykazała środek w jego organizmie 17 kwietnia 2013 po meczu mistrzostw świata Dywizji I Grupy A Kazachstan-Węgry. Zawodnik tłumaczył, że przyjął środek uwagi na problemy z oddychaniem w związku z chorowaniem na astmę. Sankcja dyskwalifikacji dotyczy wszystkich rozgrywek pod egidą IIHF. Termin upływu kary wyznaczono na 31 lipca 2015. Zawodnikowi przysługiwało odwołanie. Klubowy lekarz Barysu Astana potwierdził, iż zawodnik cierpi na przewlekłe schorzenie i stosuje leki zapobiegające wystąpieniu duszności. W grudniu 2013 został zawodnikiem klubu Danbury Whalers w amerykańskiej lidze Federal Hockey League (FHL), a w czerwcu 2014 przedłużył kontrakt. Od sierpnia 2015 ponownie zawodnik Jertysu. W listopadzie 2015 został ponownie zawodnikiem Barysu. W sezonie 2015/2016 grał także w zespole farmerskim, Nomadzie Astana. Pod koniec lipca 2016 został znów zawodnikiem Jertysu, a kilku dni później przeszedł do macierzystego Mołot-Prikamje Perm. Od października 2016 zawodnik rumuńskiego klubu HSC Csíkszereda.
Uczestniczył w turniejach mistrzostw świata w 2008, 2009, 2010, 2013, 2016.

## Sukcesy
Reprezentacyjne
- Awans do MŚ Elity: 2009, 2013
- Złoty medal zimowych igrzysk azjatyckich: 2011

Klubowe
- Srebrny medal mistrzostw Kazachstanu: 2007 z Kazakmysem Sätbajew, 2011 z Barysem Astana 2, 2012 z Jertysem Pawłodar
- Brązowy medal rosyjskiej Wysszaja Liga: 2008 z Kazakmysem Sätbajew
- Puchar Kazachstanu: 2008 z Kazakmysem Sätbajew

Indywidualne
- Liga kazachska 2007/2008[11]:
  - Pierwsze miejsce w klasyfikacji strzelców: 5 goli
  - Pierwsze miejsce w klasyfikacji kanadyjskiej: 9 punktów